# Theary Seng
Theary Seng, född 1971 i Phnom Penh, var ett offer för Röda Khmererna. Båda hennes föräldrar dödades av Röda Khmererna och Theary tillbringade fem månader i fängelse. Hon flydde och kom så småningom till USA där hon utbildat sig till advokat. Seng är författare till boken Daughter of the killing fields.
När hon som offer ville yttra sig inför Internationella domstolen i Kambodja under den förberedande rättegången nekades att göra detta på den grunden att hon hade juridiskt ombud. När hon då avskedade sitt ombud blev hon åter nekad att tala. Rätten fattade beslut att skriftlig framställan skulle inges till rätten minst 10 dagar före den förhandling då ett offer vill yttra sig. Rätten beslöt också att det juridiska biträde de anses ha rätt till endast innebär att offren ordnade gruppvis får en gemensam advokat.